# Douce Violence (chanson)
Pour les articles homonymes, voir Douce Violence (homonymie).
Singles de Johnny Hallyday
Hey Pony
(1961) Viens danser le twist-Let's Twist Again
(1961)
Douce Violence est une chanson de Johnny Hallyday. Elle a été publiée en EP en 1961.

## Développement et composition
La chanson a été écrite par Georges Garvarentz et Clément Nicolas. L'enregistrement a été produit par Lee Hallyday et Jack Barverstock.

## Liste des pistes
EP 45 tours Il faut saisir sa chance / Tu peux la prendre / Nous, quand on s'embrasse / Douce Violence — 1961, 432.592 BE, France

EP CD — 2000, Mercury 1211429, France (rééditoon, pochette en carton)
1.1. Nous, quand on s'embrasse (High School Confidential) (2:38)
1.2. Tu peux la prendre (You Can Have Her) (2:40)
2.1. Il faut saisir sa chance (2:43)
2.2. Douce Violence (2:21)
Single 7" 45 tours (1964, 373 005 PF, Italie)
1. Douce Violence
2. Shake the Hand of a Fool[3]

## Classements
Il faut saisir sa chance / Nous, quand on s'embrasse / Douce Violence
| Classement (1961—1962)                  | Meilleure position |
| --------------------------------------- | ------------------ |
| Belgique (Wallonie Ultratop 50 Singles) | 22                 |

Douce Violence
| Classement (2000) | Meilleure position |
| ----------------- | ------------------ |
| France (SNEP)     | 41                 |